# Bellingham (Washington)

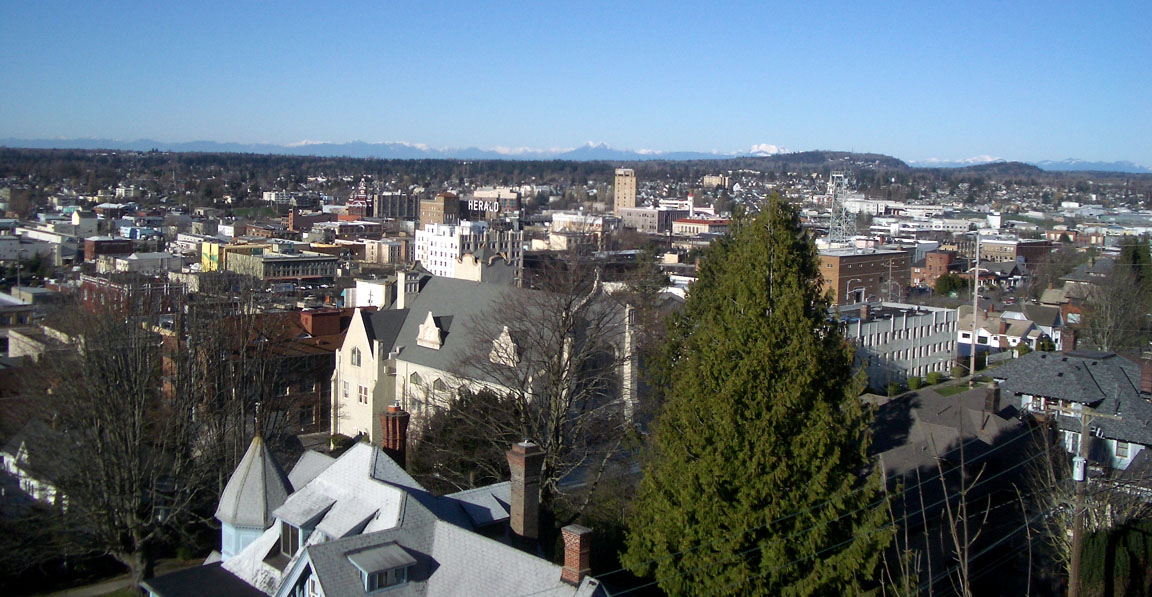
Centrum van Bellingham

Bellingham is een plaats (city) in de Amerikaanse staat Washington, en is de bestuurszetel van Whatcom County.

## Demografie
Bellingham is de meest noordelijke stad van de 48 aaneengesloten staten van de Verenigde Staten met meer dan vijftigduizend inwoners. Bij de volkstelling in 2000 werd het aantal inwoners vastgesteld op 67.171. In 2006 is het aantal inwoners door het United States Census Bureau geschat op 75.150, een stijging van 7979 (11,9%).

## Geografie
Bellingham ligt aan Bellingham Bay, ten westen van Mount Baker en Lake Whatcom en ten noorden van Chuckanut Mountains. Door de stad loopt de Whatcom Creek.
Volgens het United States Census Bureau beslaat de plaats een oppervlakte van 82,2 km², waarvan 66,4 km² land en 15,8 km² water.

## Geboren in Bellingham
- 1903: Dan Stanislawski, historisch-geograaf
- 1965: Trey Azagthoth, musicus
- 1966: Billy Burke, acteur
- 1972: Ben Weber, acteur

## Plaatsen in de nabije omgeving
De onderstaande figuur toont nabijgelegen plaatsen in een straal van 20 km rond Bellingham.